# ناجی شوشان
ناجی شوشان (عربی: ناجي الشوشان؛ زادهٔ ۱۴ ژانویهٔ ۱۹۸۱) بازیکن فوتبال اهل لیبی بود.
وی همچنین در تیم ملی فوتبال لیبی بازی کرده‌است.